# 藤田善浩
藤田 善浩（ふじた よしひろ、1969年6月12日 - ）は、日本の元サッカー選手。ポジションはミッドフィールダー。

## 来歴
神戸FCジュニアユース時代に日本ジュニアユース代表に選出され、1984年8月のAFC U-17選手権1985予選、1985年2月の本大会に出場した。
滝川第二高校では1学年上に本街直樹、同期に牧野景輔がいる。高校総体では3年時にベスト4進出を果たしたが、冬の高校選手権では2年時と3年時に出場するもいずれも初戦敗退。
卒業後の1988年に日本サッカーリーグ1部の松下電器産業サッカー部に加入。1990年1月28日に行われたJSL1部第12節、ヤンマーディーゼル戦でデビューを果たした。JSL1部での通算成績は2試合出場0得点。1992年、プロ化によりガンバ大阪へ移行後もチームに在籍したが、同年限りで退団。
1993年にジャパンフットボールリーグの大塚製薬サッカー部へ移籍。1995年に徳島県選抜に選出され、1995年に国体成年男子1部で優勝を経験した。

## 個人成績
| 国内大会個人成績 | 国内大会個人成績 | 国内大会個人成績 | 国内大会個人成績 | 国内大会個人成績 | 国内大会個人成績 | 国内大会個人成績 | 国内大会個人成績 | 国内大会個人成績 | 国内大会個人成績 | 国内大会個人成績 | 国内大会個人成績 |
| 年度             | クラブ           | 背番号           | リーグ           | リーグ戦         | リーグ戦         | リーグ杯         | リーグ杯         | オープン杯       | オープン杯       | 期間通算         | 期間通算         |
| 年度             | クラブ           | 背番号           | リーグ           | 出場             | 得点             | 出場             | 得点             | 出場             | 得点             | 出場             | 得点             |
| 日本             | 日本             | 日本             | 日本             | リーグ戦         | リーグ戦         | リーグ杯         | リーグ杯         | 天皇杯           | 天皇杯           | 期間通算         | 期間通算         |
| ---------------- | ---------------- | ---------------- | ---------------- | ---------------- | ---------------- | ---------------- | ---------------- | ---------------- | ---------------- | ---------------- | ---------------- |
| 1988-89          | 松下             | 26               | JSL1部           | 0                | 0                | 0                | 0                | 0                | 0                | 0                | 0                |
| 1989-90          | 松下             |                  | JSL1部           | 2                | 0                |                  |                  | 0                | 0                |                  |                  |
| 1990-91          | 松下             | 26               | JSL1部           | 0                | 0                | 0                | 0                | 0註1             | 0                | 0                | 0                |
| 1991-92          | 松下             | 22               | JSL1部           | 0                | 0                | 1                | 0                | 0註2             | 0                | 1                | 0                |
| 1992             | G大阪            | -                | J                | -                | -                | 0                | 0                | 0註3             | 0                | 0                | 0                |
| 通算             | 日本             | 日本             | J                | 0                | 0                | 0                | 0                |                  |                  |                  |                  |
| 通算             | 日本             | 日本             | JSL1部           | 2                | 0                | 1                | 0                | 0                | 0                | 3                | 0                |
| 総通算           |                  |                  |                  |                  |                  |                  |                  |                  |                  |                  |                  |

註1 1回戦のYKK戦のメンバーについては不明。
註2 1回戦の新日鉄室蘭戦のメンバーについては不明。
註3 1回戦の三菱自工水島戦のメンバーについては不明。